# Tim Rice
Sir Timothy Miles Bindon Rice (Buckinghamshire, Engleska, 10. studenog 1944.), britanski je tekstopisac filmske i mjuzikl glazbe.
Rice je najpoznatiji po svojoj suradnji s Andrew Lloyd Webberom koja je rezutirala s mjuziklima Josip i njegov čarobni ogrtač za snove, Jesus Christ Superstar i Evita.  
Zajedno sa Stephenom Oliverom piše tekst o križarskom ratu Blondel. Zajedno s Björnom Ulvaeusom i Bennyjem Anderssonom piše Chess.
1988. je napisao dvije pjesme koje su se pojavile na albumu Barcelona koje su pjevali Freddie Mercurys i Montserrat Caballé. Surađivao je 1994. s Eltonom Johnom na Disneyjevom filmu Kralj lavova. Kasnije je napravljen i istoimeni mjuzikl za koji piše još nekoliko pjesama. I animirane filmove Aida iz 1999. i Put za El Dorado iz 2000. godine potpisuje dvojac Elton John/Tim Rice. Elton John je još 1982. dobio prvi tekst od Tima Ricea za pjesmu "Legal boys" s albuma "Jump up!".